# Compilatio assisiensis
La Compilatio assisiensis ("Compilazione di Assisi"), o Legenda perusina ("Leggenda perugina"), o Legenda antiqua sancti Francisci ("Leggenda antica di san Francesco") , è una biografia di Francesco d'Assisi scritta in lingua latina e tramandata da un manoscritto della Biblioteca Augusta di Perugia. Si tratta di una raccolta di materiali di diversa provenienza.

## Storia
Il manoscritto fu scoperto e pubblicato da padre Ferdinand Delorme nel 1922, che lo datò al 1311 e lo chiamò Legenda antiqua sancti Francisci per sottolineare come gran parte del materiale raccolto derivasse dagli stessi primi compagni del santo.
Il titolo di Legenda perugina è invece derivato dal luogo di conservazione del manoscritto.
Secondo padre Marino Bigaroni, che ha ripreso il manoscritto nel 1975, questo era stato conservato fino al 1381 nella biblioteca del convento di Assisi: per questo motivo ha dato al testo il nome di Compilatio assisiensis.
Le fonti della biografia sono più antiche di quelle della vita scritta da san Bonaventura e potrebbe essere stata fonte della Legenda seconda, la seconda biografia del santo, scritta da Tommaso da Celano, sebbene contenga anche materiale più recente.